# Ново-Никольское (Третьяковское сельское поселение)
Ново-Никольское — деревня в Духовщинском районе Смоленской области России. Входит в состав Третьяковского сельского поселения. По состоянию на 2007 год постоянного населения не имеет. 
Расположена в северной части области в 4 км к юго-востоку от Духовщины, в 6 км восточнее автодороги Р136 Смоленск — Нелидово, на берегу реки Берёза. В 15 км юго-восточнее деревни расположена железнодорожная станция Ярцево на линии Москва — Минск. 

## История
В годы Великой Отечественной войны деревня была оккупирована гитлеровскими войсками в июле 1941 года, освобождена в сентябре 1943 года.